# Negru Vodă
Negru Vodă (13 febbraio 1269 – 1300) è stato un principe romeno che secondo leggenda fu il fondatore del primo dominio in terra romena. La sua esistenza reale è controversa, oggetto di svariate ricerche.

## Biografia
Secondo leggenda, Negru Vodă appare come personaggio nel 1290, attraversando i Carpazi a Făgăraș e stabilendosi a Curtea de Argeș o Câmpulung, e creando un voivodato.
Si crede che gli abitanti sași per mantenere comesul (liderul) lor, Laurențiu, morto nel 1300 e inumato nella Biserica Bărăței di Câmpulung. La fondazione del primo territorio sotto il dominio di un principe in Romania risale a Basarab I, nel 1330.
In diverse tradizioni si susseguono i principi di Valacchia:
- Thocomerius
- Basarab I
- Radu I
- Neagoe Basarab

## Tradizione storica e fonti sulla Tării Românești

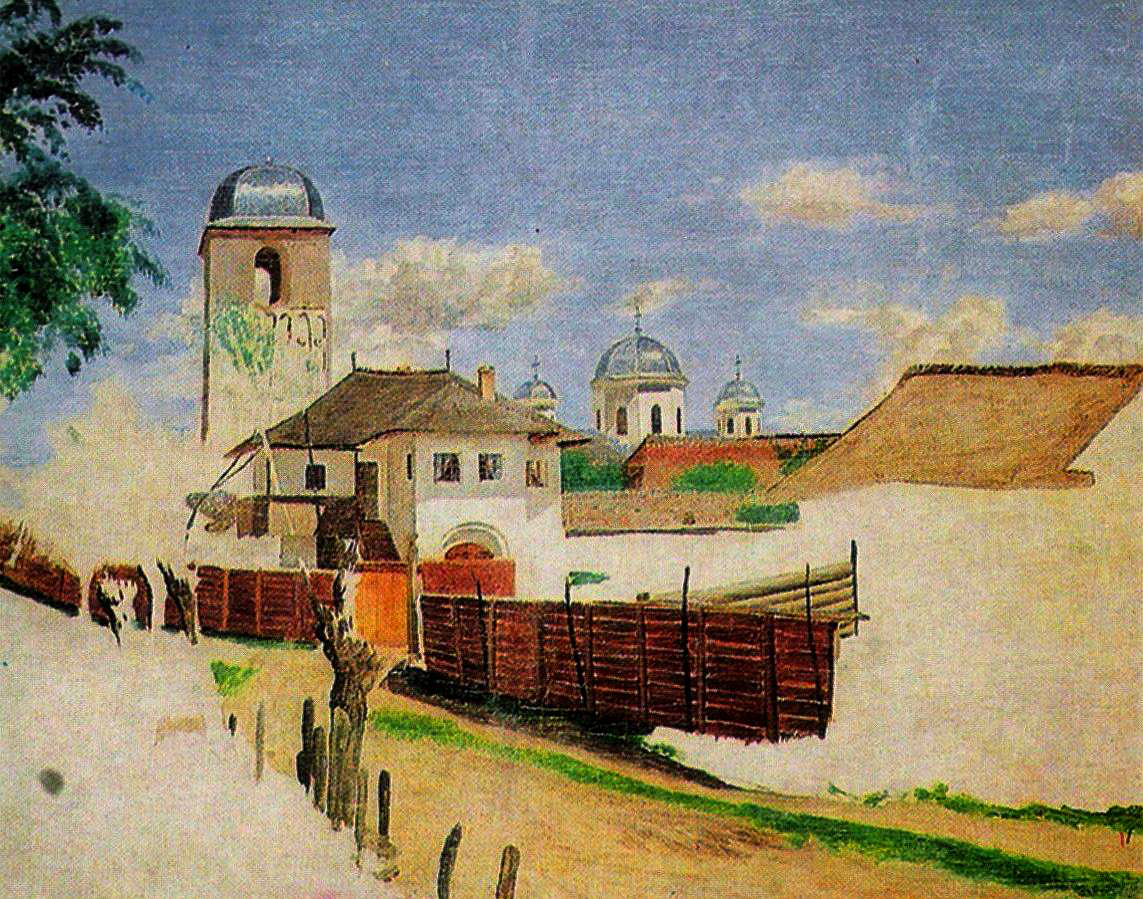
Ion Negulici, dipinto della „Biserica din Câmpulung”, fondata da Negru Vodă

Il primo tentativo di creare un voivodato Litovoi, Stato indipendente (1277), viene fatto risalire secondo tradizione storica, da fonti giunte fino a noi (Ion Dobrescu) nel secolo XVII, chiamato „descălecat”. Secondo tradizione, Negru Vodă, voivoda romeno di Țara Făgărașului, attraversò i Carpazi creando un principato nella zona di Câmpulung (1290). Ulteriori estensioni andarono dalla zona ovest, Oltenia e poi a est. La capitale fu posta a Curtea de Argeș. Tradizione storica si basa solo su trasmissione orale e non su fonti scritte mai giunte fino a noi. È confermata da scoperte archeologiche, infatti in zone limitrofi a Câmpulung e Curtea de Argeș sono stati ritrovati resti di fiorenti centri abitati con resti di corti principesche. La ricerca del DNA nella tomba di Negru Vodă non ha portato al ritrovamento di elementi riconducibili a cumani.